# 세가지 약속
세가지 약속(Darby O'Gill And The Little People)은 미국에서 제작된 로버트 스티븐슨 감독의 1959년 가족, 모험, 판타지 영화이다. 앨버트 샤프 등이 주연으로 출연하였고 월트 디즈니 등이 제작에 참여하였다.

## 출연

### 주연
- 앨버트 샤프
- 자넷 먼로
- 숀 코네리

### 조연
- 지미 오데아
- 키에론 무어
- 에스텔 윈우드
- 월터 피츠제럴드
- 데니스 오데
- 잭 맥고런
- J.G. 데블린

## 제작진
- 의상: 거트루드 케이시
- 의상: 척 킨

## 같이 보기
- 아일랜드 신화